# Liste der Burgen und Schlösser in der Woiwodschaft Lublin
Die Liste der Burgen und Schlösser in der Woiwodschaft Lublin umfasst bestehende und verfallene Burgen und Schlösser in der polnischen Woiwodschaft Lublin.

## Burgen und Schlösser
| Name                        | Ort                 | Region                              | Baujahr   | Zustand       | Bild |
| --------------------------- | ------------------- | ----------------------------------- | --------- | ------------- | ---- |
| Schloss Bełżyce             | Bełżyce             |                                     | 1416      | Erhalten      |      |
| Schloss Biała Podlaska      | Biała Podlaska      |                                     | 1622      | Erhalten      |      |
| Burg Bochotnica             | Bochotnica          |                                     | um 1340   | Ruine         |      |
| Burg Chełm                  | Chełm               |                                     | nach 1200 | Ruine         |      |
| Kretschmar-Schloss Chełm    | Chełm               |                                     | 1895      | Erhalten      |      |
| Schloss Czumów              | Czumów              |                                     | nach 1850 | Erhalten      |      |
| Burg Bieławina              | Chełm               |                                     | um 1300   | Ruine         |      |
| Schloss Wilczyn             | Grabanów            |                                     | um 1850   | Erhalten      |      |
| Burg Janowiec               | Janowiec            | Kleinpolnischer Weichsel-Durchbruch | 1508      | Ruine         |      |
| Burg Kazimierz Dolny        | Kazimierz Dolny     | Kleinpolnischer Weichsel-Durchbruch | um 1300   | Ruine         |      |
| Schloss Kodeń               | Kodeń               |                                     | um 1530   | Ruine         |      |
| Schloss Kozłówka            | Kozłówka            | Lubliner Hochland                   | 1736      | Erhalten      |      |
| Burg Krasnystaw             | Krasnystaw          | Lubliner Hochland                   | um 1340   | Ruine         |      |
| Bischofspalast Krasnystaw   | Krasnystaw          | Lubliner Hochland                   | um 1650   | Erhalten      |      |
| Burg Krupe                  | Krupe               | Lubliner Hochland                   | vor 1492  | Ruine         |      |
| Burg Kryłów                 | Kryłów              |                                     | nach 1500 | Ruine         |      |
| Schloss Lublin              | Lublin              | Lubliner Hochland                   | um 1300   | Rekonstruiert |      |
| Bischofspalast Lublin       | Lublin              | Lubliner Hochland                   | um 1750   | Erhalten      |      |
| Gouvernement-Palast Lublin  | Lublin              | Lubliner Hochland                   | 1859      | Erhalten      |      |
| Czartoryski-Schloss Lublin  | Lublin              | Lubliner Hochland                   | um 1650   | Erhalten      |      |
| Lubomirski-Schloss Lublin   | Lublin              | Lubliner Hochland                   | nach 1500 | Erhalten      |      |
| Morski-Schloss Lublin       | Lublin              | Lubliner Hochland                   | nach 1750 | Erhalten      |      |
| Parys-Schloss Lublin        | Lublin              | Lubliner Hochland                   | nach 1600 | Erhalten      |      |
| Potocki-Schloss Lublin      | Lublin              | Lubliner Hochland                   | 1719      | Erhalten      |      |
| Sobieski-Schloss Lublin     | Lublin              | Lubliner Hochland                   | nach 1550 | Erhalten      |      |
| Burg Łęczna                 | Łęczna              |                                     | um 1400   | Ruine         |      |
| Schloss Michalów            | Michalów            |                                     | 1744      | Erhalten      |      |
| Schloss Międzyrzec Podlaski | Międzyrzec Podlaski |                                     | 1852      | Erhalten      |      |
| Schloss Nałęczów            | Nałęczów            |                                     | 1771      | Erhalten      |      |
| Schloss Puławy              | Puławy              | Kleinpolnischer Weichsel-Durchbruch | 1671      | Erhalten      |      |
| Marynka-Schloss Puławy      | Puławy              | Kleinpolnischer Weichsel-Durchbruch | 1791      | Erhalten      |      |
| Schloss Radzyń Podlaski     | Radzyń Podlaski     |                                     | 1685      | Erhalten      |      |
| Burg Sielec                 | Sielec              |                                     | vor 1601  | Ruine         |      |
| Burg Skierbieszów           | Skierbieszów        |                                     | nach 1300 | Ruine         |      |
| Burg Skokówka               | Skokówka            |                                     | nach 1514 | Ruine         |      |
| Burg Stołpie                | Stołpie             |                                     | vor 1259  | Ruine         |      |
| Burg Strzyżewicki           | Bystrzyca Nowa      |                                     | nach 1500 | Ruine         |      |
| Burg Szczebrzeszyn          | Szczebrzeszyn       |                                     | vor 1400  | Ruine         |      |
| Burg Wojciechów             | Wojciechów          |                                     | vor 1527  | Erhalten      |      |
| Schloss Zamość              | Zamość              |                                     | 1579      | Erhalten      |      |
| Schloss Zwierzyniec         | Zwierzyniec         | Roztocze                            | 1880      | Erhalten      |      |